# サン・マルツァーノ・ディ・サン・ジュゼッペ
サン・マルツァーノ・ディ・サン・ジュゼッペ（イタリア語: San Marzano di San Giuseppe）は、イタリア共和国プッリャ州ターラント県にある、人口約9,100人の基礎自治体（コムーネ）。

## 地理

### 位置・広がり

#### 隣接コムーネ
隣接するコムーネは以下の通り。BRはブリンディジ県所属。
- フランカヴィッラ・フォンターナ (BR) - 北東
- サーヴァ - 南東
- フラガニャーノ - 南西
- ターラント（飛地） - 西
- グロッターリエ - 北西